# 安川寛
安川 寛（やすかわ ひろし、1903年1月12日 - 1999年2月18日）は、日本の経営者、工学博士。安川電機社長、会長を務めた。福岡県北九州市出身。

## 経歴・人物
旧制小倉中学校を経て、1927年に東京帝国大学工学部機械工学科を卒業し、1934年に東京帝国大学大学院を修了。東京大学で講師、航空研究所嘱託として勤務し、1936年に安川電機製作所取締役に就任。1944年に社長に就任し、1972年に会長を経て、1985年に名誉顧問に就任。
北九州商工会議所会頭、福岡大学理事長、エフエム九州社長、日本電機工業会会長、日本経営者団体連盟常任理事なども歴任。
1964年に藍綬褒章を受章し、1973年に勲二等瑞宝章を受章。
1999年2月18日肺炎のために死去。96歳没。